# Zulma Yugar
 (mai 2013).
Si vous disposez d'ouvrages ou d'articles de référence ou si vous connaissez des sites web de qualité traitant du thème abordé ici, merci de compléter l'article en donnant les références utiles à sa vérifiabilité et en les liant à la section « Notes et références ».
Zulma Yugar, née le 6 janvier 1952 à Oruro, est une chanteuse de musique folklorique de Bolivie. Elle a été ministre de la Culture pendant deuxième mandat du président bolivien Evo Morales.
Sa carrière artistique débute alors qu'il a à peine quatre ans. En 1959, elle donne son premier récital poétique au Théâtre municipal d'Oruro, lorsqu'il crée sa première composition intitulée « Tierra sin mar ».
Dans les années 1980. Elle enregistre un thème musical en duo avec le groupe folklorique Savia Andina, pour un film bolivien qui s'intitule Mi Socio avec le comédien David Santalla. Elle fut aussi dans les années 1990 présidente honoraire du Conseil national de Culture traditionnelle et populaire de Bolivie.
Elle préside également la Fondation Zulma Yugar pour la culture traditionnelle.

## Discographie
- Tierra sin Mar
- Grandes éxitos de Zulma Yugar
- "Abriendo brecha (1988)
- "K’oli pankarita (1991)